# Barry Fantoni
Barry Ernest Fantoni (* 28. Februar 1940 in London; † 20. Mai 2025 in Turin) war ein englischer Autor, Maler, Cartoonist und Jazzmusiker.

## Leben
Fantoni studierte Kunst, arbeitete als Maler und veröffentlichte 1963 seinen ersten Cartoon im Satiremagazin „Private Eye“, für das er seitdem arbeitete. Neben seinen Cartoons veröffentlichte er auch Texte, so zum Beispiel die in England sehr bekannte „E. J. Thribb“-Kolumne.
Fantoni zeichnete und schrieb auch für andere Zeitungen und Zeitschriften. Er verfasste Texte für die BBC, wo er auch eigene Sendungen hatte. Zudem trat er als Schauspieler in Fernsehserien und Werbespots auf, schrieb Krimis mit dem Detektiv Mike Dime, schuf eine One-Man-Show namens „From the Dragon’s Mouth“ sowie „Barry Fantoni’s Jazz Circus“ (1990). Sein erstes Theaterstück, „Modigliani, My Love“, hatte 1999 in Paris Premiere.
2010 zog Fantoni nach Calais, um im Ruhestand Romane und seine Memoiren zu schreiben. 2012 erschien der Krimi Harry Lipkin, Private Eye mit dem wohl ältesten Detektiv der Welt.